# Gruchet-Saint-Siméon
Gruchet-Saint-Siméon là một xã thuộc tỉnh Seine-Maritime trong vùng Normandie miền bắc nước Pháp.

### Huy hiệu
| Arms of Gruchet-Saint-Siméon | The arms of Gruchet-Saint-Siméon are blazoned: Quarterly azure and argent, in bend 2 crosses couped Or, and in bend sinister a crowned lion and a double-headed eagle gules. |

## Dân số
| Năm | 1962 | 1968 | 1975 | 1982 | 1990 | 1999 | 2006 |
| --- | ---- | ---- | ---- | ---- | ---- | ---- | ---- |
| Dân số | 577  | 612  | 597  | 601  | 633  | 661  | 711  |
| From the year 1962 on: No double counting—residents of multiple communes (e.g. students and military personnel) are counted only once. |      |      |      |      |      |      |      |